# Castrol Rocket
Castrol Rocket é uma moto especialmente construída para quebrar o recorde da Motorcycle land-speed record (registro de maior velocidade terrestre atingido por uma motocicleta). O equipamento foi projetado por Matt Markstaller e construída, em 2013, pela empresa Triumph Motocicletas em parceria com a Castrol.
A Castrol Rocket possui dois motores turbo Triumph Rocket III de 1.485 cc cada, obtendo um desempenho de até 1.000 cv e velocidade de até 9.000 rpm. Seu desenho assemelha-se com um foguete de 7,77 metros de comprimentos, com 61 centímetros de largura e 91 centímetros de altura.